# Чем занимались женщины, когда мужчина ходил по Луне?
«Чем занимались женщины, когда мужчина ходил по Луне?» (фр. Que faisaient les femmes pendant que l'homme marchait sur la lune?) — комедия 2000 года режиссёра Крис Вандер Стаппен.

## Сюжет
Действие фильма происходит в 1969 году. Саша живёт в Монреале уже два года вдали от семьи, оставшейся в Бельгии. Мать думает, что Саша учится на доктора, но на самом деле Саша давно забросила учёбу, так как профессия врача ей отвратительна. Но это не единственная плохая новость для её матери. В Монреале Саша встретила свою любовь — Одиль. Одиль призывает Сашу позвонить домой и всё рассказать, но та не в силах это сделать. Разозлённая, Одиль бросает Сашу, сказав, что вернётся, когда Саша расскажет всю правду матери или же не вернётся никогда, разве только человек прилетит на Луну.
Измученная обманом, Саша едет домой, в надежде рассказать всю правду глаза в глаза. Но дома признаться ещё более трудно, чем по телефону. Мать больна и все её надежды на лучшее только в дочери, она уверена, что Саша стала врачом и даже подыскала для неё место работы. Отец на грани разорения и скрывает это от матери. Сестра Элиза обижена на то, что Саша, уехав в Канаду, оставила её одну. Бабушка живёт в своем мире. Попытки Саши что-либо рассказать ни к чему не приводят. Каждый член семьи замкнут в собственном мире обид и проблем.
Напряженное общение не может продолжаться долго. С приездом Саши все проблемы всплывают и приводят к ссорам. Тут приезжают друзья Саши из Канады вместе с Одиль. Саша всё рассказывает матери. Мать теряет последнюю надежду в жизни, бизнес семьи терпит крах, сестры высказывают всё, что они друг о друге думают, бабушка уезжает искать счастья в Париж. Но человек ступил на Луну, — и это значит, что Одиль вернулась к возлюбленной. А высказанные претензии позволили всем, наконец, обрести понимание.

## Актёрский состав
| В ролях        |  | Персонаж                   |
| -------------- |  | -------------------------- |
| Мари Бюнель    |  | Саша Кесслер               |
| Элен Венсан    |  | Эстер Кесслер, мать Саши   |
| Цилла Шелтон   |  | Лиа, бабушка Саши          |
| Мими Мати      |  | Элиза Кесслер, сестра Саши |
| Маша Гренон    |  | Одиль                      |
| Кристиан Крахе |  | Оскар Кесслер, отец Саши   |

## Награды
Фильм получил следующие награды:
| Награды                                              | Награды | Награды       | Награды                           | Награды             |
| ---------------------------------------------------- | ------- | ------------- | --------------------------------- | ------------------- |
| Фестиваль / Премия                                   | Год     | Награда       | Категория                         | Победитель          |
| Namur International Festival of French-Speaking Film | 2000    | Golden Bayard | Meilleure Contribution Artistique | Крис Вандер Стаппен |